# HD 153914
HD 153914，又名BD+08 3337，SAO 122023、HR 6329，是一颗恒星，视星等为6.33，位于銀經27.95，銀緯28.14，其B1900.0坐标为赤經16h 57m 10.7s，赤緯+8° 28.14′ 44″。